# Amphylaeus flavicans
Amphylaeus flavicans là một loài Hymenoptera trong họ Colletidae. Loài này được Houston mô tả khoa học năm 1975.